# Crocosmia mathewsiana
Crocosmia mathewsiana là một loài thực vật có hoa trong họ Diên vĩ. Loài này được (L.Bolus) Goldblatt ex M.P.de Vos miêu tả khoa học đầu tiên năm 1984.